# Mistrzostwa świata do lat 18 w hokeju na lodzie mężczyzn 2018/II Dywizja
Mistrzostwa Świata do lat 18 w Hokeju na Lodzie Mężczyzn II Dywizji 2018 odbyły się w dwóch państwach: w estońskim Tallinnie oraz w chorwackim Zagrzebiu. Zawody rozegrano:
- dla grupy A: 1–7 kwietnia 2018
- dla grupy B: 24–30 marca 2018.

W mistrzostwach drugiej dywizji uczestniczyło 12 zespołów, które zostały podzielone na dwie grupy po 6 zespołów. Rozegrały one mecze systemem każdy z każdym. Zwycięzca turnieju grupy A awansował do mistrzostw świata I dywizji gr. B w 2019 roku, ostatni zespół grupy A spadł do grupy B, zastępując zwycięzcę turnieju grupy B. Najsłabsza drużyna grupy B spadła do trzeciej dywizji.
Hale, w których odbyły się zawody to:
- Tondiraba Jäähall (Tallinn)
- Dom Sportova, Zagrzeb

## Grupa A
Wyniki

Godziny podane w czasach lokalnych (UTC+03:00)
| 1 kwietnia 2018 | Australia | 1:4 | Korea Południowa | Tondiraba Jäähall, Tallinn |

| Szczegóły      | Szczegóły           | Szczegóły       | Szczegóły                                                               | Szczegóły                                                                             |
| -------------- | ------------------- | --------------- | ----------------------------------------------------------------------- | ------------------------------------------------------------------------------------- |
| Godzina: 13:00 | K. Costa (EQ) 08:31 | (1:1, 0:2, 0:1) | 02:04 (PP) Kim H. 22:34 (EQ) Kim M. 37:34 (EQ) Kim M. 40:57 (EQ) Nam K. | Widzów: 183 Sędzia główny: Tomas Orolin Sędziowie liniowi: Anton Semjonov David Vaczi |
| Godzina: 13:00 | 10 min. kar         |                 | 8 min. kar                                                              | Widzów: 183 Sędzia główny: Tomas Orolin Sędziowie liniowi: Anton Semjonov David Vaczi |

| 1 kwietnia 2018 | Litwa | 4:3 | Polska | Tondiraba Jäähall, Tallinn |

| Szczegóły      | Szczegóły                                                                                        | Szczegóły       | Szczegóły                                                              | Szczegóły                                                                                      |
| -------------- | ------------------------------------------------------------------------------------------------ | --------------- | ---------------------------------------------------------------------- | ---------------------------------------------------------------------------------------------- |
| Godzina: 16:30 | K. Krasilnikovas (EQ) 00:57 D. Motiejunas (PP) 35:44 M. Grinius (EQ) 49:11 M. Grinius (EQ) 52:46 | (1:1, 1:0, 2:2) | 07:41 (PP) K. Wałęga 43:35 (EQ) D. Tyczyński 50:46 (EQ) J. Lewandowski | Widzów: 247 Sędzia główny: Kenji Kosaka Sędziowie liniowi: Aleh Klaszczeunikał Grega Markizeti |
| Godzina: 16:30 | 10 min. kar                                                                                      |                 | 6 min. kar                                                             | Widzów: 247 Sędzia główny: Kenji Kosaka Sędziowie liniowi: Aleh Klaszczeunikał Grega Markizeti |

| 1 kwietnia 2018 | Estonia | 3:6 | Wielka Brytania | Tondiraba Jäähall, Tallinn |

| Szczegóły      | Szczegóły                                                       | Szczegóły       | Szczegóły | Szczegóły                                                                           |
| -------------- | --------------------------------------------------------------- | --------------- | --- | ----------------------------------------------------------------------------------- |
| Godzina: 20:00 | J. Nevzorov (EQ) 24:31 N. Puzakov (SH) 31:52 R. Kiik (PP) 37:10 | (0:4, 3:2, 0:0) | 01:55 (EQ) M. Alderson 02:05 (EQ) M. Alderson 11:45 (PP) R. Krogh 19:16 (SH) J. Buesa 21:30 (EQ) J. Buesa 37:31 (EQ) P. Larkin | Widzów: 984 Sędzia główny: Iwan Fatiew Sędziowie liniowi: Claus Hansen Botond Redai |
| Godzina: 20:00 | 8 min. kar                                                      |                 | 6 min. kar | Widzów: 984 Sędzia główny: Iwan Fatiew Sędziowie liniowi: Claus Hansen Botond Redai |

| 2 kwietnia 2018 | Polska | 4:0 | Korea Południowa | Tondiraba Jäähall, Tallinn |

| Szczegóły      | Szczegóły                                                                           | Szczegóły       | Szczegóły  | Szczegóły                                                                             |
| -------------- | ----------------------------------------------------------------------------------- | --------------- | ---------- | ------------------------------------------------------------------------------------- |
| Godzina: 13:00 | J. Sołtys (EQ) 13:35 J. Prokurat (EQ) 30:54 M. Witan (EQ) 45:51 M. Witan (EQ) 58:05 | (1:0, 1:0, 2:0) |            | Widzów: 131 Sędzia główny: Iwan Fatiew Sędziowie liniowi: Nicola Basso Anton Semjonov |
| Godzina: 13:00 | 2 min. kar                                                                          |                 | 4 min. kar | Widzów: 131 Sędzia główny: Iwan Fatiew Sędziowie liniowi: Nicola Basso Anton Semjonov |

| 2 kwietnia 2018 | Wielka Brytania | 9:2 | Australia | Tondiraba Jäähall, Tallinn |

| Szczegóły      | Szczegóły | Szczegóły       | Szczegóły                               | Szczegóły                                                                                   |
| -------------- | --- | --------------- | --------------------------------------- | ------------------------------------------------------------------------------------------- |
| Godzina: 16:30 | K. Brown (EQ) 14:15 C. Neilson (EQ) 16:08 K. Brown (EQ) 20:15 L. Kirk (EQ) 24:10 L. Kirk (EQ) 24:33 C. Neilson (SH) 28:09 K. Brown (EQ) 34:13 M. Alderson (EQ) 42:00 J. Buesa (EQ) 47:25 | (2:1, 5:1, 2:0) | 03:30 (EQ) M. Riley 28:19 (PP) K. Costa | Widzów: 152 Sędzia główny: Gabor Juhasz Sędziowie liniowi: Aleh Klaszczeunikał Botond Redai |
| Godzina: 16:30 | 10 min. kar |                 | 6 min. kar                              | Widzów: 152 Sędzia główny: Gabor Juhasz Sędziowie liniowi: Aleh Klaszczeunikał Botond Redai |

| 2 kwietnia 2018 | Estonia | 0:7 | Litwa | Tondiraba Jäähall, Tallinn |

| Szczegóły      | Szczegóły  | Szczegóły       | Szczegóły | Szczegóły                                                                               |
| -------------- | ---------- | --------------- | --- | --------------------------------------------------------------------------------------- |
| Godzina: 20:00 |            | (0:2, 0:2, 0:3) | 08:05 (EQ) A. Misiukas 12:41 (EQ) L. Washco 29:31 (SH) M. Grinius 39:48 (EQ) A. Domeika 48:21 (EQ) T. Mazulis 54:39 (EQ) L. Washco 56:15 (EQ) E. Noreika | Widzów: 583 Sędzia główny: Tomas Orolin Sędziowie liniowi: Claus Hansen Grega Markizeti |
| Godzina: 20:00 | 6 min. kar |                 | 4 min. kar | Widzów: 583 Sędzia główny: Tomas Orolin Sędziowie liniowi: Claus Hansen Grega Markizeti |

| 4 kwietnia 2018 | Polska | 5:4 | Wielka Brytania | Tondiraba Jäähall, Tallinn |

| Szczegóły      | Szczegóły | Szczegóły       | Szczegóły                                                                                | Szczegóły                                                                              |
| -------------- | --- | --------------- | ---------------------------------------------------------------------------------------- | -------------------------------------------------------------------------------------- |
| Godzina: 13:00 | K. Wałęga (EQ) 04:01 J. Prokurat (PP) 14:39 D. Tyczyński (EQ) 16:51 D. Tyczyński (EQ) 53:26 J. Lewandowski (EQ) 57:42 | (3:2, 0:2, 2:0) | 08:10 (EQ) M. Alderson 17:07 (EQ) M. Alderson 30:52 (EQ) R. Cochrane 34:43 (EQ) K. Brown | Widzów: 185 Sędzia główny: Iwan Fatiew Sędziowie liniowi: Grega Markizeti Botond Redai |
| Godzina: 13:00 | 6 min. kar |                 | 10 min. kar                                                                              | Widzów: 185 Sędzia główny: Iwan Fatiew Sędziowie liniowi: Grega Markizeti Botond Redai |

| 4 kwietnia 2018 | Litwa | 2:1 | Korea Południowa | Tondiraba Jäähall, Tallinn |

| Szczegóły      | Szczegóły                                  | Szczegóły       | Szczegóły         | Szczegóły                                                                             |
| -------------- | ------------------------------------------ | --------------- | ----------------- | ------------------------------------------------------------------------------------- |
| Godzina: 16:30 | M. Grinius (SH) 26:17 L. Washco (EQ) 46:04 | (0:0, 1:1, 1:0) | 39:14 (EQ) Kim H. | Widzów: 227 Sędzia główny: Gabor Juhasz Sędziowie liniowi: Anton Semjonov David Vaczi |
| Godzina: 16:30 | 8 min. kar                                 |                 | 45 min. kar       | Widzów: 227 Sędzia główny: Gabor Juhasz Sędziowie liniowi: Anton Semjonov David Vaczi |

| 4 kwietnia 2018 | Estonia | 8:0 | Australia | Tondiraba Jäähall, Tallinn |

| Szczegóły      | Szczegóły | Szczegóły       | Szczegóły  | Szczegóły                                                                                   |
| -------------- | --- | --------------- | ---------- | ------------------------------------------------------------------------------------------- |
| Godzina: 20:00 | J. Nevzorov (PP) 08:51 J. Nevzorov (EQ) 11:45 A. Rae (EQ) 15:18 K. Jogi (EQ) 41:19 R. Kiik (EQ) 48:07 K. Jogi (PP) 50:02 A. Aleksandrov (PP) 52:54 A. Aleksandrov (EQ) 54:19 | (3:0, 0:0, 5:0) |            | Widzów: 481 Sędzia główny: Kenji Kosaka Sędziowie liniowi: Nicola Basso Aleh Klaszczeunikał |
| Godzina: 20:00 | 4 min. kar |                 | 8 min. kar | Widzów: 481 Sędzia główny: Kenji Kosaka Sędziowie liniowi: Nicola Basso Aleh Klaszczeunikał |

| 6 kwietnia 2018 | Wielka Brytania | 3:2 | Litwa | Tondiraba Jäähall, Tallinn |

| Szczegóły      | Szczegóły                                                      | Szczegóły       | Szczegóły                                  | Szczegóły                                                                              |
| -------------- | -------------------------------------------------------------- | --------------- | ------------------------------------------ | -------------------------------------------------------------------------------------- |
| Godzina: 13:00 | B. Solder (EQ) 14:09 M. Alderson (PP) 27:37 L. Kirk (EQ) 36:56 | (1:0, 2:2, 0:0) | 25:26 (EQ) L. Washco 33:46 (PP) T. Mazulis | Widzów: 325 Sędzia główny: Kenji Kosaka Sędziowie liniowi: Claus Hansen Anton Semjonov |
| Godzina: 13:00 | 12 min. kar                                                    |                 | 12 min. kar                                | Widzów: 325 Sędzia główny: Kenji Kosaka Sędziowie liniowi: Claus Hansen Anton Semjonov |

| 6 kwietnia 2018 | Australia | 0:16 | Polska | Tondiraba Jäähall, Tallinn |

| Szczegóły      | Szczegóły  | Szczegóły       | Szczegóły | Szczegóły                                                                                   |
| -------------- | ---------- | --------------- | --- | ------------------------------------------------------------------------------------------- |
| Godzina: 16:30 |            | (0:7, 0:5, 0:4) | 01:22 (EQ) M. Witan 04:59 (EQ) K. Wałęga 07:21 (EQ) M. Witan 12:16 (PP) K. Wałęga 16:25 (EQ) J. Prokurat 18:37 (EQ) J. Lewandowski 19:47 (EQ) J. Sołtys 23:26 (EQ) I. Smal 24:35 (EQ) J. Lewandowski 35:35 (EQ) M. Witan 37:25 (EQ) K. Wałęga 38:33 (EQ) K. Gruzla 42:05 (EQ) D. Tyczyński 47:35 (EQ) I. Smal 56:56 (SH) I. Smal 59:55 (EQ) I. Smal | Widzów: 167 Sędzia główny: Tomas Orolin Sędziowie liniowi: Nicola Basso Aleh Klaszczeunikał |
| Godzina: 16:30 | 2 min. kar |                 | 2 min. kar | Widzów: 167 Sędzia główny: Tomas Orolin Sędziowie liniowi: Nicola Basso Aleh Klaszczeunikał |

| 6 kwietnia 2018 | Korea Południowa | 4:3 | Estonia | Tondiraba Jäähall, Tallinn |

| Szczegóły      | Szczegóły                                                                 | Szczegóły       | Szczegóły                                                            | Szczegóły                                                                              |
| -------------- | ------------------------------------------------------------------------- | --------------- | -------------------------------------------------------------------- | -------------------------------------------------------------------------------------- |
| Godzina: 20:00 | Kim H. (EQ) 10:24 Choi W. (EQ) 11:35 Kim H. (EQ) 19:59 Kang M. (EQ) 48:04 | (3:1, 0:1, 1:1) | 13:34 (EQ) R. Kiik 25:29 (PP) M. A. Jurgens 54:36 (EQ) M. A. Jurgens | Widzów: 749 Sędzia główny: Gabor Juhasz Sędziowie liniowi: Grega Markizeti David Vaczi |
| Godzina: 20:00 | 8 min. kar                                                                |                 | 16 min. kar                                                          | Widzów: 749 Sędzia główny: Gabor Juhasz Sędziowie liniowi: Grega Markizeti David Vaczi |

| 7 kwietnia 2018 | Litwa | 7:1 | Australia | Tondiraba Jäähall, Tallinn |

| Szczegóły      | Szczegóły | Szczegóły       | Szczegóły         | Szczegóły                                                                            |
| -------------- | --- | --------------- | ----------------- | ------------------------------------------------------------------------------------ |
| Godzina: 13:00 | N. Numavicius (PP) 02:24 L. Washco (EQ) 12:50 K. Krasilnikovas (EQ) 15:46 E. Binkulis (EQ) 28:38 T. Mazulis (EQ) 45:19 M. Grinius (SH) 55:15 T. Mazulis (EQ) 59:03 | (3:1, 1:0, 3:0) | 16:58 (EQ) C. Lee | Widzów: 131 Sędzia główny: Kenji Kosaka Sędziowie liniowi: Nicola Basso Claus Hansen |
| Godzina: 13:00 | 35 min. kar |                 | 10 min. kar       | Widzów: 131 Sędzia główny: Kenji Kosaka Sędziowie liniowi: Nicola Basso Claus Hansen |

| 7 kwietnia 2018 | Korea Południowa | 3:4 | Wielka Brytania | Tondiraba Jäähall, Tallinn |

| Szczegóły      | Szczegóły                                                   | Szczegóły       | Szczegóły                                                                          | Szczegóły                                                                                |
| -------------- | ----------------------------------------------------------- | --------------- | ---------------------------------------------------------------------------------- | ---------------------------------------------------------------------------------------- |
| Godzina: 16:30 | Kim J.-S. (EQ) 24:04 Kim H. (PP2) 28:05 Kang M. (PP1) 29:00 | (0:2, 3:1, 0:1) | 03:47 (PP2) R. Krogh 05:34 (EQ) F. Ulrick 23:15 (EQ) E. Bradley 40:43 (SH) L. Kirk | Widzów: 355 Sędzia główny: Iwan Fatiew Sędziowie liniowi: Grega Markizeti Anton Semjonov |
| Godzina: 16:30 | 10 min. kar                                                 |                 | 14 min. kar                                                                        | Widzów: 355 Sędzia główny: Iwan Fatiew Sędziowie liniowi: Grega Markizeti Anton Semjonov |

| 7 kwietnia 2018 | Polska | 4:3 pd. | Estonia | Tondiraba Jäähall, Tallinn |

| Szczegóły      | Szczegóły                                                                                   | Szczegóły            | Szczegóły                                                         | Szczegóły                                                                           |
| -------------- | ------------------------------------------------------------------------------------------- | -------------------- | ----------------------------------------------------------------- | ----------------------------------------------------------------------------------- |
| Godzina: 20:00 | K. Wałęga (EQ) 07:26 J. Sołtys (EQ) 20:55 J. Lewandowski (EQ) 23:31 D. Tyczyński (EQ) 61:10 | (1:0, 2:2, 0:1, 1:0) | 27:14 (PS) N. Puzakov 31:48 (EQ) R. Kiik 52:09 (PP) M. A. Jurgens | Widzów: 755 Sędzia główny: Tomas Orolin Sędziowie liniowi: Botond Redai David Vaczi |
| Godzina: 20:00 | 4 min. kar                                                                                  |                      | 2 min. kar                                                        | Widzów: 755 Sędzia główny: Tomas Orolin Sędziowie liniowi: Botond Redai David Vaczi |

Tabela
| Lp. | Zespół           | M | Pkt | Z | Zd | Pd | P | G+ | G- | +/− |
| --- | ---------------- | - | --- | - | -- | -- | - | -- | -- | --- |
| 1.  | Wielka Brytania  | 5 | 12  | 4 | 0  | 0  | 1 | 26 | 15 | +11 |
| 2.  | Litwa            | 5 | 11  | 4 | 0  | 0  | 1 | 22 | 8  | +14 |
| 3.  | Polska           | 5 | 11  | 3 | 1  | 0  | 1 | 32 | 11 | +21 |
| 4.  | Korea Południowa | 5 | 6   | 2 | 0  | 0  | 3 | 12 | 14 | -2  |
| 5.  | Estonia          | 5 | 4   | 1 | 0  | 1  | 3 | 17 | 21 | -4  |
| 6.  | Australia        | 5 | 0   | 0 | 0  | 0  | 5 | 4  | 44 | -40 |

    = awans do I dywizji, grupy B     = spadek do II dywizji, grupy B
Statystyki indywidualne
- Klasyfikacja strzelców:  Mason Alderson,  Kamil Wałęga – 6 goli[1]
- Klasyfikacja asystentów:  Damian Tyczyński – 7 asyst[2]
- Klasyfikacja kanadyjska:  Damian Tyczyński – 12 punktów[3]
- Klasyfikacja +/−:  Klaudiusz Libik[4]
- Klasyfikacja skuteczności interwencji bramkarzy:  Laurynas Lubys[5]
- Klasyfikacja średniej goli straconych na mecz bramkarzy:  Laurynas Lubys

Nagrody indywidualne
Dyrektoriat turnieju wybrał trójkę najlepszych zawodników na każdej pozycji:
- Bramkarz:  Sebastian Lipiński
- Obrońca:  Dominykas Motiejunas
- Napastnik:  Mason Alderson

## Grupa B
Wyniki

Godziny podane w czasach lokalnych (UTC+01:00)
| 24 marca 2018 | Hiszpania | 8:3 | Islandia | Dom Sportova, Zagrzeb |

| Szczegóły      | Szczegóły | Szczegóły       | Szczegóły                                                     | Szczegóły                                                                           |
| -------------- | --- | --------------- | ------------------------------------------------------------- | ----------------------------------------------------------------------------------- |
| Godzina: 13:00 | P. Zaballa (EQ) 00:40 P. Alberdi (EQ) 03:50 A. Sarmiento (EQ) 04:39 J. Capillas (EQ) 12:32 J. Capillas (PP) 16:57 P. Zaballa (PP2) 18:42 P. Zaballa (PP2) 39:54 L. O'Hare (PP) 52:30 | (6:0, 1:2, 1:1) | 23:20 (PP) S. Maack 39:06 (EQ) S. Maack 49:57 (PP) A. Orongan | Widzów: 89 Sędzia główny: Maksim Toode Sędziowie liniowi: Vanja Belić Gabriel Gaube |
| Godzina: 13:00 | 14 min. kar |                 | 37 min. kar                                                   | Widzów: 89 Sędzia główny: Maksim Toode Sędziowie liniowi: Vanja Belić Gabriel Gaube |

| 24 marca 2018 | Chiny | 5:6 pk. | Holandia | Dom Sportova, Zagrzeb |

| Godzina: 16:30 | W. Jing (EQ) 04:34 Y. Jilong (EQ) 25:14 H. Yuyang (SH) 28:04 W. Jing (PP) 33:25 Z. Mingju (EQ) 49:57 | (1:2, 3:1, 1:2, 0:0, 0:1) | 00:58 (EQ) R. Ansems 03:07 (PP) D. Hessels 35:12 (PP) F. van Elten 44:25 (EQ) J. de Ruiter 59:21 (EQ) N. Hessels 65:00 (GWG) T. van Soest | Widzów: 131 Sędzia główny: Tilen Pahor Sędziowie liniowi: Chae Young-jin Marko Saković |
| Godzina: 16:30 | 8 min. kar                                                                                           |                           | 10 min. kar | Widzów: 131 Sędzia główny: Tilen Pahor Sędziowie liniowi: Chae Young-jin Marko Saković |

| 24 marca 2018 | Serbia | 1:2 | Chorwacja | Dom Sportova, Zagrzeb |

| Szczegóły      | Szczegóły              | Szczegóły       | Szczegóły                                     | Szczegóły                                                                                 |
| -------------- | ---------------------- | --------------- | --------------------------------------------- | ----------------------------------------------------------------------------------------- |
| Godzina: 20:00 | S. Marković (EQ) 40:34 | (0:0, 0:1, 1:1) | 38:16 (SH) S. Paulović 58:24 (PP) D. R. Canić | Widzów: 1213 Sędzia główny: Andrea Moschen Sędziowie liniowi: David Laksola Matus Stanzel |
| Godzina: 20:00 | 8 min. kar             |                 | 12 min. kar                                   | Widzów: 1213 Sędzia główny: Andrea Moschen Sędziowie liniowi: David Laksola Matus Stanzel |

| 25 marca 2018 | Islandia | 0:5 | Chiny | Dom Sportova, Zagrzeb |

| Szczegóły      | Szczegóły   | Szczegóły       | Szczegóły                                                                                           | Szczegóły                                                                                     |
| -------------- | ----------- | --------------- | --------------------------------------------------------------------------------------------------- | --------------------------------------------------------------------------------------------- |
| Godzina: 13:00 |             | (0:2, 0:1, 0:2) | 00:39 (EQ) W. Jing 03:26 (PP) W. Jing 21:20 (EQ) Z. Mingju 43:53 (PP) G. Jianing 49:30 (EQ) W. Jing | Widzów: 87 Sędzia główny: Krzysztof Kozłowski Sędziowie liniowi: Chae Young-jin Marko Saković |
| Godzina: 13:00 | 18 min. kar |                 | 10 min. kar                                                                                         | Widzów: 87 Sędzia główny: Krzysztof Kozłowski Sędziowie liniowi: Chae Young-jin Marko Saković |

| 25 marca 2018 | Hiszpania | 3:2 pk. | Serbia | Dom Sportova, Zagrzeb |

| Szczegóły      | Szczegóły                                                           | Szczegóły                 | Szczegóły                                   | Szczegóły                                                                              |
| -------------- | ------------------------------------------------------------------- | ------------------------- | ------------------------------------------- | -------------------------------------------------------------------------------------- |
| Godzina: 16:30 | L. O'Hare (PP2) 06:34 J. Capillas (PP) 50:12 P. Alberdi (GWG) 65:00 | (1:1, 0:1, 1:0, 0:0, 1:0) | 09:20 (EQ) K. Savović 23:52 (PP) K. Savović | Widzów: 212 Sędzia główny: Andrea Moschen Sędziowie liniowi: Vanja Belić David Laksola |
| Godzina: 16:30 | 8 min. kar                                                          |                           | 16 min. kar                                 | Widzów: 212 Sędzia główny: Andrea Moschen Sędziowie liniowi: Vanja Belić David Laksola |

| 25 marca 2018 | Chorwacja | 3:0 | Holandia | Dom Sportova, Zagrzeb |

| Szczegóły      | Szczegóły                                                             | Szczegóły       | Szczegóły   | Szczegóły                                                                                  |
| -------------- | --------------------------------------------------------------------- | --------------- | ----------- | ------------------------------------------------------------------------------------------ |
| Godzina: 20:00 | F. Vragolović (PP) 17:45 L. Selitaj (PP) 46:44 S. Paulović (EQ) 58:40 | (1:0, 0:0, 2:0) |             | Widzów: 850 Sędzia główny: Maksim Toode Sędziowie liniowi: Maksim Bierseniew Gabriel Gaube |
| Godzina: 20:00 | 12 min. kar                                                           |                 | 14 min. kar | Widzów: 850 Sędzia główny: Maksim Toode Sędziowie liniowi: Maksim Bierseniew Gabriel Gaube |

| 27 marca 2018 | Serbia | 4:5 pd. | Holandia | Dom Sportova, Zagrzeb |

| Szczegóły      | Szczegóły                                                                                     | Szczegóły            | Szczegóły | Szczegóły                                                                                |
| -------------- | --------------------------------------------------------------------------------------------- | -------------------- | --- | ---------------------------------------------------------------------------------------- |
| Godzina: 13:00 | K. Savović (EQ) 15:28 A. Racić (EQ) 22:26 V. Andjelković (PP) 27:39 V. Andjelković (EQ) 59:06 | (1:2, 2:1, 1:1, 0:1) | 00:59 (EQ) J. Huisman 11:26 (EQ) E. Gerritsen 35:20 (EQ) W. Sars 48:55 (EQ) W. Sars 64:00 (EQ) L. van der Genugten | Widzów: 88 Sędzia główny: Andrea Moschen Sędziowie liniowi: Chae Young-jin Marko Saković |
| Godzina: 13:00 | 12 min. kar                                                                                   |                      | 22 min. kar | Widzów: 88 Sędzia główny: Andrea Moschen Sędziowie liniowi: Chae Young-jin Marko Saković |

| 27 marca 2018 | Hiszpania | 7:3 | Chiny | Dom Sportova, Zagrzeb |

| Szczegóły      | Szczegóły | Szczegóły       | Szczegóły                                                      | Szczegóły                                                                                  |
| -------------- | --- | --------------- | -------------------------------------------------------------- | ------------------------------------------------------------------------------------------ |
| Godzina: 16:30 | J. A. Ramirez (EQ) 07:11 M. Layola (EQ) 08:02 L. O'Hare (PP) 33:11 D. Mateo (EQ) 34:46 P. Alberdi (EQ) 51:11 S. Didkovskyy (EQ) 55:57 L. O'Hare (PP) 59:29 | (2:0, 2:1, 3:2) | 27:01 (PP) H. Haiyang 45:39 (EQ) S. Ruichen 51:57 (EQ) W. Jing | Widzów: 80 Sędzia główny: Krzysztof Kozłowski Sędziowie liniowi: Vanja Belić Gabriel Gaube |
| Godzina: 16:30 | 14 min. kar |                 | 16 min. kar                                                    | Widzów: 80 Sędzia główny: Krzysztof Kozłowski Sędziowie liniowi: Vanja Belić Gabriel Gaube |

| 27 marca 2018 | Chorwacja | 5:4 pk. | Islandia | Dom Sportova, Zagrzeb |

| Szczegóły      | Szczegóły | Szczegóły                 | Szczegóły                                                                            | Szczegóły                                                                                 |
| -------------- | --- | ------------------------- | ------------------------------------------------------------------------------------ | ----------------------------------------------------------------------------------------- |
| Godzina: 20:00 | L. Selitaj (PP) 03:27 D. R. Canić (EQ) 21:43 M. Joja (PP) 32:46 D. R. Canić (PP) 55:52 P. Dobrić (GWG) 65:00 | (1:2, 2:0, 1:2, 0:0, 1:0) | 08:34 (EQ) V. Arason 13:55 (EQ) G. Arason 49:26 (EQ) E. Grant 52:36 (PP2) A. Orongan | Widzów: 760 Sędzia główny: Tilen Pahor Sędziowie liniowi: Maksim Bierseniew Matus Stanzel |
| Godzina: 20:00 | 14 min. kar                                                                                                  |                           | 18 min. kar                                                                          | Widzów: 760 Sędzia główny: Tilen Pahor Sędziowie liniowi: Maksim Bierseniew Matus Stanzel |

| 28 marca 2018 | Holandia | 4:5 | Hiszpania | Dom Sportova, Zagrzeb |

| Szczegóły      | Szczegóły                                                                                | Szczegóły       | Szczegóły                                                                                              | Szczegóły                                                                                |
| -------------- | ---------------------------------------------------------------------------------------- | --------------- | --- | ---------------------------------------------------------------------------------------- |
| Godzina: 13:00 | E. Gerritsen (EQ) 31:28 J. de Ruiter (EQ) 32:14 W. Sars (EQ) 48:34 J. Huisman (EQ) 51:46 | (0:2, 2:1, 2:2) | 12:11 (EQ) D. Mateo 19:18 (EQ) P. Alberdi 34:44 (PP) M. Layola 46:11 (EQ) M. Urena 50:10 (EQ) M. Urena | Widzów: 91 Sędzia główny: Tilen Pahor Sędziowie liniowi: Maksim Bierseniew Marko Saković |
| Godzina: 13:00 | 4 min. kar                                                                               |                 | 8 min. kar                                                                                             | Widzów: 91 Sędzia główny: Tilen Pahor Sędziowie liniowi: Maksim Bierseniew Marko Saković |

| 28 marca 2018 | Islandia | 1:5 | Serbia | Dom Sportova, Zagrzeb |

| Szczegóły      | Szczegóły             | Szczegóły       | Szczegóły | Szczegóły                                                                             |
| -------------- | --------------------- | --------------- | --- | ------------------------------------------------------------------------------------- |
| Godzina: 16:30 | A. Orongan (EQ) 34:52 | (0:3, 1:2, 0:0) | 07:53 (PP) S. Subotić 11:11 (EQ) V. Andjelković 17:58 (SH) V. Andjelković 34:27 (PP) K. Savović 37:44 (EQ) M. Mladenović | Widzów: 46 Sędzia główny: Maksim Toode Sędziowie liniowi: Gabriel Gaube Matus Stanzel |
| Godzina: 16:30 | 18 min. kar           |                 | 28 min. kar | Widzów: 46 Sędzia główny: Maksim Toode Sędziowie liniowi: Gabriel Gaube Matus Stanzel |

| 28 marca 2018 | Chiny | 3:2 | Chorwacja | Dom Sportova, Zagrzeb |

| Szczegóły      | Szczegóły                                                        | Szczegóły       | Szczegóły                                 | Szczegóły                                                                                      |
| -------------- | ---------------------------------------------------------------- | --------------- | ----------------------------------------- | ---------------------------------------------------------------------------------------------- |
| Godzina: 20:00 | W. Jing (SH) 25:45 Y. Ruinan (PP) 50:43 S. Zhengzhong (PP) 56:12 | (0:2, 1:0, 2:0) | 05:23 (PP) P. Dobrić 12:52 (EQ) P. Dobrić | Widzów: 890 Sędzia główny: Krzysztof Kozłowski Sędziowie liniowi: Chae Young-jin David Laksola |
| Godzina: 20:00 | 22 min. kar                                                      |                 | 28 min. kar                               | Widzów: 890 Sędzia główny: Krzysztof Kozłowski Sędziowie liniowi: Chae Young-jin David Laksola |

| 30 marca 2018 | Serbia | 4:0 | Chiny | Dom Sportova, Zagrzeb |

| Szczegóły      | Szczegóły                                                                               | Szczegóły       | Szczegóły  | Szczegóły                                                                                     |
| -------------- | --------------------------------------------------------------------------------------- | --------------- | ---------- | --------------------------------------------------------------------------------------------- |
| Godzina: 13:00 | S. Subotić (EQ) 16:11 L. Pejcić (EQ) 24:33 K. Savović (PP) 32:49 G. Tharakan (PP) 46:44 | (1:0, 2:0, 1:0) |            | Widzów: 65 Sędzia główny: Krzysztof Kozłowski Sędziowie liniowi: Chae Young-jin David Laksola |
| Godzina: 13:00 | 10 min. kar                                                                             |                 | 6 min. kar | Widzów: 65 Sędzia główny: Krzysztof Kozłowski Sędziowie liniowi: Chae Young-jin David Laksola |

| 30 marca 2018 | Holandia | 3:1 | Islandia | Dom Sportova, Zagrzeb |

| Szczegóły      | Szczegóły                                                        | Szczegóły       | Szczegóły             | Szczegóły                                                                               |
| -------------- | ---------------------------------------------------------------- | --------------- | --------------------- | --------------------------------------------------------------------------------------- |
| Godzina: 16:30 | D. Hessels (EQ) 04:17 W. Sars (EQ) 40:49 F. van Elten (SH) 59:00 | (1:0, 0:0, 2:1) | 45:05 (EQ) S. Atlason | Widzów: 84 Sędzia główny: Andrea Moschen Sędziowie liniowi: Marko Saković Matus Stanzel |
| Godzina: 16:30 | 12 min. kar                                                      |                 | 8 min. kar            | Widzów: 84 Sędzia główny: Andrea Moschen Sędziowie liniowi: Marko Saković Matus Stanzel |

| 30 marca 2018 | Chorwacja | 1:4 | Hiszpania | Dom Sportova, Zagrzeb |

| Szczegóły      | Szczegóły             | Szczegóły       | Szczegóły                                                                            | Szczegóły                                                                                  |
| -------------- | --------------------- | --------------- | ------------------------------------------------------------------------------------ | ------------------------------------------------------------------------------------------ |
| Godzina: 20:00 | L. Selitaj (PP) 58:57 | (0:1, 0:2, 1:1) | 08:46 (EQ) M. Layola 23:51 (SH) P. Zaballa 34:44 (PP) L. O'Hare 56:09 (EQ) S. Sarasa | Widzów: 2130 Sędzia główny: Tilen Pahor Sędziowie liniowi: Maksim Bierseniew Gabriel Gaube |
| Godzina: 20:00 | 31 min. kar           |                 | 39 min. kar                                                                          | Widzów: 2130 Sędzia główny: Tilen Pahor Sędziowie liniowi: Maksim Bierseniew Gabriel Gaube |

Tabela
| Lp. | Zespół    | M | Pkt | Z | Zd | Pd | P | G+ | G- | +/− |
| --- | --------- | - | --- | - | -- | -- | - | -- | -- | --- |
| 1.  | Hiszpania | 5 | 14  | 4 | 1  | 0  | 0 | 27 | 13 | +14 |
| 2.  | Chorwacja | 5 | 8   | 2 | 1  | 0  | 2 | 13 | 12 | +1  |
| 3.  | Serbia    | 5 | 8   | 2 | 0  | 2  | 1 | 16 | 11 | +5  |
| 4.  | Holandia  | 5 | 7   | 1 | 2  | 0  | 2 | 18 | 18 | 0   |
| 5.  | Chiny     | 5 | 7   | 2 | 0  | 1  | 2 | 16 | 19 | -3  |
| 6.  | Islandia  | 5 | 1   | 0 | 0  | 1  | 4 | 9  | 26 | -17 |

    = awans do II dywizji, grupy A     = spadek do III dywizji, grupy A
Statystyki indywidualne
- Klasyfikacja strzelców:  Wang Jing
- Klasyfikacja asystentów:  Aron Sarmiento
- Klasyfikacja kanadyjska:  Pablo Zaballa
- Klasyfikacja +/−:  Aron Sarmiento
- Klasyfikacja skuteczności interwencji bramkarzy:  Bojan Vasić
- Klasyfikacja średniej goli straconych na mecz bramkarzy:  Lukas Serna

Nagrody indywidualne
Dyrektoriat turnieju wybrał trójkę najlepszych zawodników na każdej pozycji:
- Bramkarz:  Domagoj Troha
- Obrońca:  Aron Sarmiento
- Napastnik:  Wang Jing